# Enda O'Coineen
Enda O'Coineen, né le 1er janvier 1955 à Galway, est un navigateur et un skipper irlandais.
Il participe au Vendée Globe 2016-2017 avec le voilier Kilcullen Voyager - Team Ireland mais abandonne à la suite de la casse son mât en Nouvelle-Zélande. Il reprend et termine ce tour du monde après la clôture officielle de la course, sur Le Souffle du Nord - Team Ireland qu'il rapatrie aux Sables-d'Olonne, le 2 avril 2018 ; ce qui fait de lui le premier Irlandais à avoir réalisé un tour du monde à la voile en solitaire.

## Biographie
Enda O'Coineen est un homme d'affaires atypique, connaissant parfaitement le monde des courses au large. Il est l'un des créateurs du magazine de voile irlandais Afloat.
En 2016, c'est le premier Irlandais à s'engager dans un Vendée Globe avec le voilier Kilcullen Voyager - Team Ireland, mais il abandonne à la suite de la casse son mât en Nouvelle-Zélande.
Début 2018, il décide de finir le Vendée Globe engagé par le skipper Dunkerquois Thomas Ruyant sur l'Imoca Le Souffle du Nord pour Le Projet Imagine, après que celui-ci ait dû abandonner la course à la suite d'une collision en pleine mer au large de la Nouvelle-Zélande. Enda O'Coineen finit ce périple avec le voilier rebaptisé Le Souffle du Nord - Team Ireland en arrivant aux Sables-d'Olonne le 1er avril 2018. Il est le premier Irlandais de l'histoire à faire un tour du monde à la voile en solitaire.

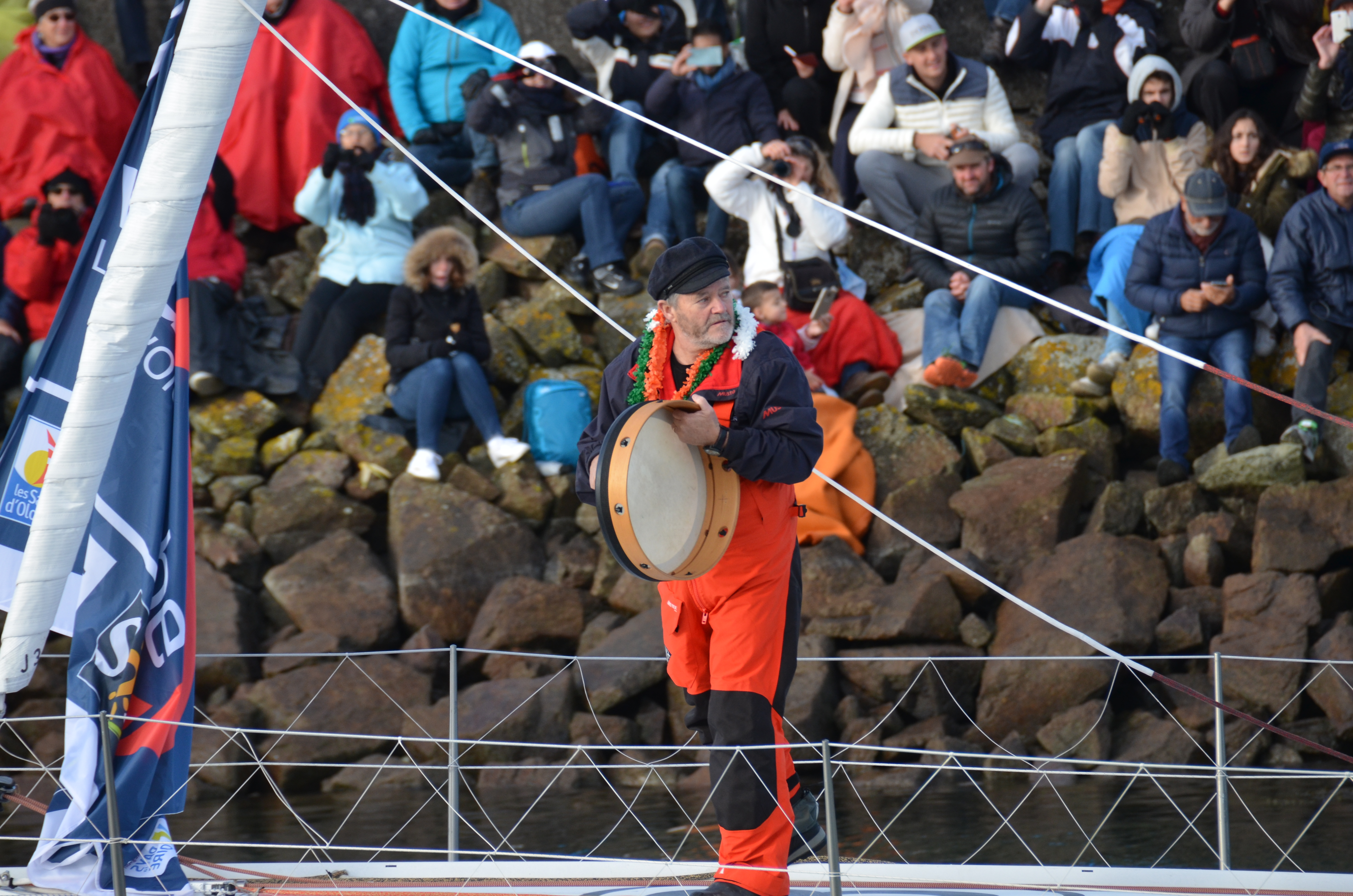
Enda O'Coineen au départ du Vendée Globe 2016-2017.
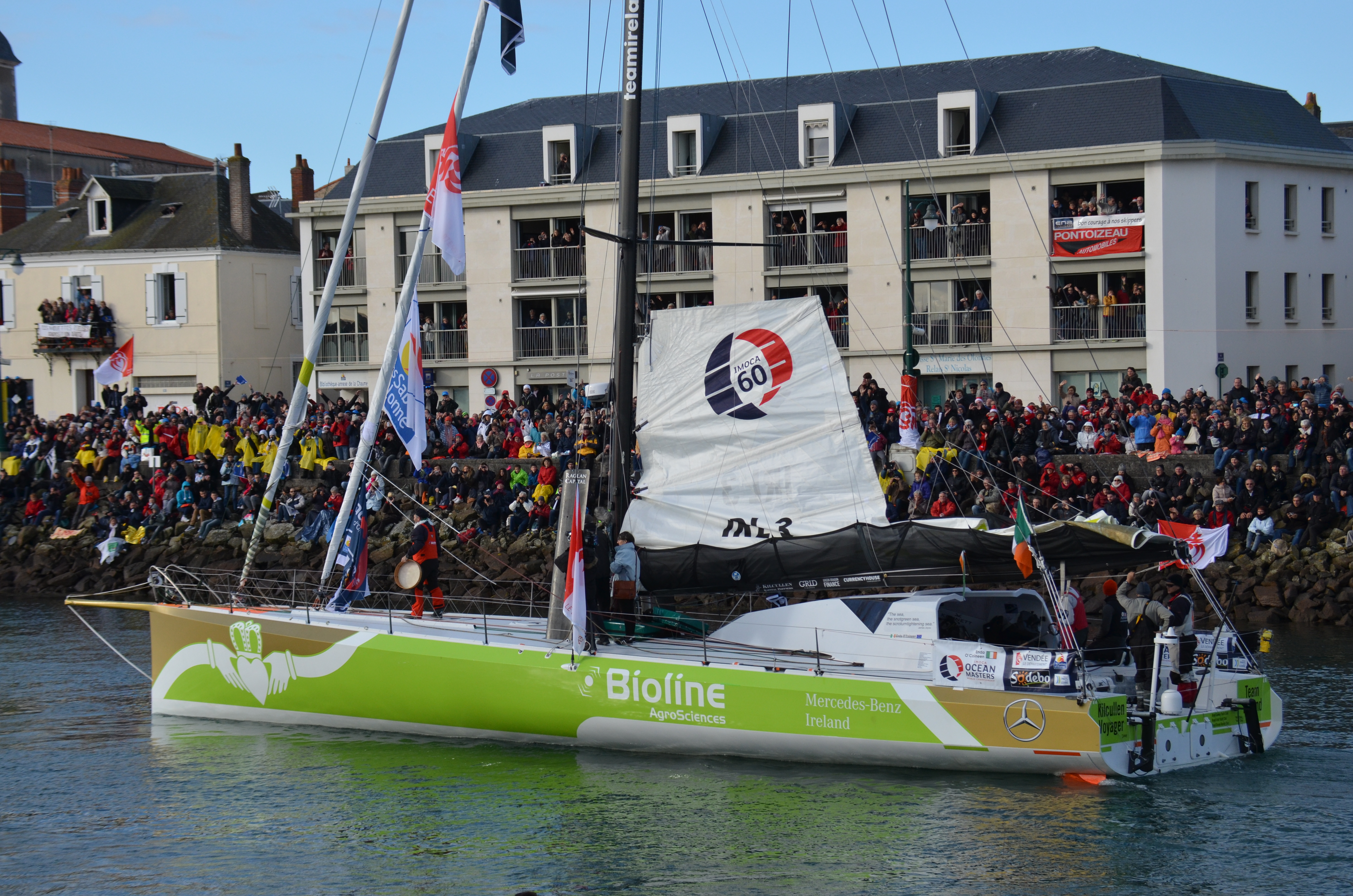
Enda O'Coinnen au départ du Vendée Globe 2016-2017.
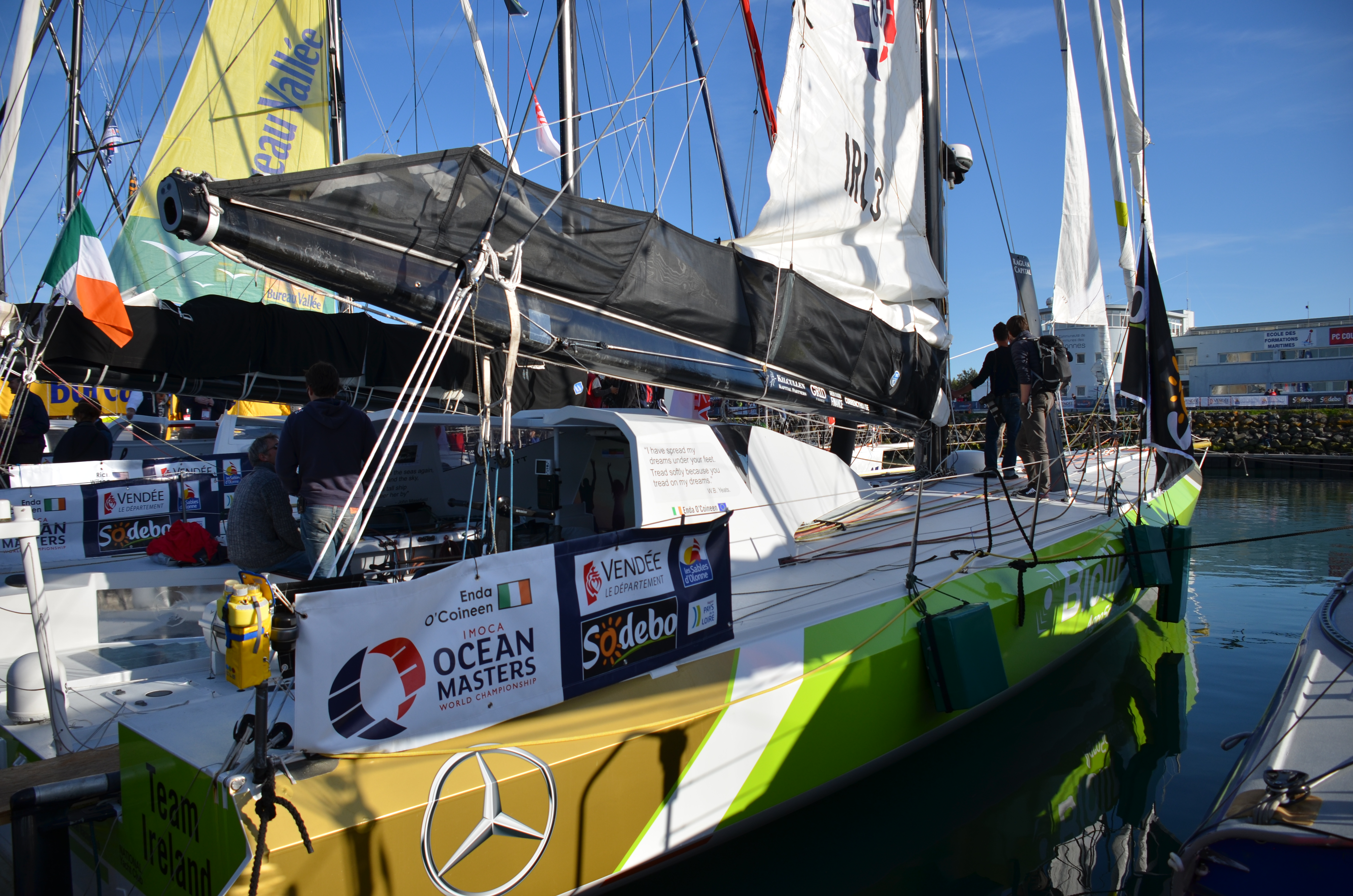
Kilcullen Voyager - Team Ireland.

## Palmarès
- 2015 : 3e de la  Transat Saint Barth-Port la Forêt
- 2015 : 8e de la Rolex Fastnet Race